# Plataforma de Convergencia Democrática
La Plataforma de Convergencia Democrática fue un organismo de la oposición a la dictadura franquista, creada el 11 de junio de 1975.
En su manifiesto reclaman la instauración de la democracia en España y la apertura de un proceso constituyente, comprometiéndose a promover un régimen democrático multipartidista, una estructura federal del Estado, la libertad de los presos políticos y la vuelta de los exiliados, la libertad sindical y el derecho a la huelga, la libertad de expresión, de asociación, de reunión, de manifestación, la supresión de los Tribunales especiales y de todos aquellos organismos y medios de carácter represivo, elecciones libres, y el derecho de autodeterminación y el autogobierno de las nacionalidades y regiones del Estado.
Las organizaciones firmantes del manifiesto fueron el Partido Socialista Obrero Español (PSOE), el Movimiento Comunista de España (MCE), Izquierda Democrática, la Organización Revolucionaria de Trabajadores (ORT), Reagrupament Socialista i Democràtic de Catalunya, el Consejo Consultivo Vasco, Unió Democràtica del País Valencià, Unión Socialdemócrata Española, el Partido Carlista, el Partido Galego Social Demócrata y la Unión General de Trabajadores (UGT), junto con independientes democristianos y socialdemócratas.
Más adelante, en marzo de 1976 se fusionaría con la Junta Democrática de España, creándose la organización Coordinación Democrática, popularmente conocida como Platajunta.
El 26 de octubre de 1976, como respuesta a la invitación a la negociación del Gobierno de Adolfo Suárez, se creó la Plataforma de Organismos Democráticos, que estaba Integrada por seis organismos conjuntos de partidos de la oposición; la Assamblea de Catalunya, la Assamblea de les Illes (Mallorca, Menorca e Ibiza), Coordinación Democrática, la Coordinadora de Fuerzas Democráticas de Canarias, la Taboa Democrática de Galicia y la Taula de Forces Politiques y Sindicals del País Valenciá. El grupo de Demócratas Independientes de Coordinación Democrática no se sumó a dicha Plataforma, por ser contrarios al pacto reformista con los prohombres de la dictadura franquista y apostar por la ruptura democrática. tampoco se sumaron las fuerzas políticas vascas, por no estar agrupadas en ningún organismo unitario; el Consell Catalán y el Consello Gallego, que también se mostraron contrarios a formar parte de la misma.